# Żydowski Salon Literacki
Żydowski Salon Literacki – nieformalna instytucja kulturalna na krakowskim Kazimierzu, założona w 2006 roku z inicjatywy członków Żydowskiego Stowarzyszenia Czulent.
Salon zajmuje się organizacją dyskusji i debat na temat literatury, spotkań z pisarzami pochodzenia żydowskiego lub piszących o szeroko pojętej tematyce żydowskiej. Spotkania mają miejsce w każdy poniedziałek miesiąca w piwnicach Klezmer Hois przy ulicy Szerokiej 6. Salon prowadzi Anna Makówka-Kwapisiewicz.